# Добромино
Добромино — деревня в Смоленской области России, в Глинковском районе. Расположена в центральной части области в 13 км к западу от села Глинка. Население — 533 жителя (2007 год). Административный центр Доброминского сельского поселения.
В деревне расположена железнодорожная станция «Добромино» на линии Духовская Занозная, открытая в 1899 году.